# قائمة رتب القوات المسلحة (مصر)
تعتمد التنظيم الهرمي للمؤسسة العسكرية، فالرتبة الأقل تأتمر بالرتبة الأعلى، والرتبة الأعلى تأمر الرتب الأدنى منها.

## رتب القوات البرية

### الضباط
| رتبة  | ملازم | ملازم أول | نقيب  | نقيب | رائد | رائد  | مقدم  | عقيد  | عقيد | عميد | عميد | لواء | لواء | فريق | فريق أول    | مشير        |
| ----- | ----- | --------- | ----- | ---- | ---- | ----- | ----- | ----- | ---- | ---- | ---- | ---- | ---- | ---- | ----------- | ----------- |
| صورة  |       |           |       |      |      |       |       |       |      |      |      |      |      |      |             |             |
| وحدات | فصيلة | فصيلة     | فصيلة | سرية | سرية | كتيبة | كتيبة | كتيبة | لواء | لواء | فرقة | فرقة | جيش  | جيش  | مجموعة جيوش | مجموعة جيوش |

ملاحظات
1. ↑  تُمنح مباشرةً للضباط المتخصصين خريجي الكلية الفنية العسكرية والكلية الطبية العسكرية.[1][2]
2. ↑  المشير هي أرفع الرتب العسكرية، وقد يحملها القائد العام للقوات المسلحة ووزير الحربية، ومن المتعارف عليه أنه للحصول عليها ينبغي المشاركة في حرب.[3]

- «النجمة» يطلق عليها في العامية المصرية وفي اللغة الدارجة في الجيش كلمة «دَبّورة»

### ضباط الصف والجنود
| الرتبة | جندي | عريف | رقيب | رقيب أول | مساعد | مساعد أول |
| ------ | ---- | ---- | ---- | -------- | ----- | --------- |
| الصورة |      |      |      |          |       |           |

الرتب الوحيدة التي تميز بنوع العمل بعدها هي (ضابط طيار - ضابط جوي - ضابط بحري - ضابط طبيب - ضابط مهندس).

## رتب القوات الجوية

### الضباط
| الرتبة | ملازم طيار | ملازم أول طيار | نقيب طيار | رائد طيار | مقدم طيار | عقيد طيار | عميد طيار | لواء طيار | فريق طيار | فريق أول طيار |
| ------ | ---------- | -------------- | --------- | --------- | --------- | --------- | --------- | --------- | --------- | ------------- |
| الصورة |            |                |           |           |           |           |           |           |           |               |

### ضباط الصف
| الرتبة | عريف | رقيب | رقيب أول | مساعد | مساعد اول |
| ------ | ---- | ---- | -------- | ----- | --------- |
| الصورة |      |      |          |       |           |

## رتب القوات البحرية

### الضباط
| الرتبة | ملازم بحري | ملازم أول بحري | نقيب بحري | رائد بحري | مقدم بحري | عقيد بحري | عميد بحري | لواء بحري | فريق بحري | فريق أول بحري |
| ------ | ---------- | -------------- | --------- | --------- | --------- | --------- | --------- | --------- | --------- | ------------- |
| الكتف  |            |                |           |           |           |           |           |           |           |               |
| الكُم   |            |                |           |           |           |           |           |           |           |               |

### ضباط الصف والجنود
| الرتبة | جندي | عريف | رقيب | رقيب أول |
| ------ | ---- | ---- | ---- | -------- |
| الكتف  |      |      |      |          |

## رتب قوات الدفاع الجوي

### الضباط
| فريق أول | فريق | لواء | عميد | عقيد | مقدم | رائد | نقيب | ملازم أول | ملازم |
| -------- | ---- | ---- | ---- | ---- | ---- | ---- | ---- | --------- | ----- |
|          |      |      |      |      |      |      |      |           |       |

## الرموز العسكرية قديما

### الضباط
| الرتبة         | ملازم ثان | ملازم أول | يوزباشى | صاغ  | بكباشى | قائم مقام | أميرالاي | لواء | فريق | سردار    | مشير |
| -------------- | --------- | --------- | ------- | ---- | ------ | --------- | -------- | ---- | ---- | -------- | ---- |
| الصورة         |           |           |         |      |        |           |          |      |      |          |      |
| المكافئ الحالي | ملازم     | ملازم أول | نقيب    | رائد | مقدم   | عقيد      | عميد     | لواء | فريق | فريق أول | مشير |

### ضباط الصف
- أونباشي (عريف): تركي مركب من أون ومعناها عشرة وباش ومعناه رأس والمراد به رأس عشرة.
- جاويش (وكيل رقيب): تركي، صوابه عندهم جاوش بضم الواو والعامة في مصر تنطقها شاويش وكان قديماً كالحرس أو الحاجب عند الحكام، ثم خص به في النظام الحديث بمن فوق الأنباشي رتبة.
- باشجاويش (رقيب): تركي من باش بمعني رأس وجاوش أي رئيس الجاويشية ويكون تحت إمرته جاويشان.
- بلوك أمين (مساعد): تركي، والصواب بلوك أميني والمراد به أمين البلوك أي كاتبه وهو جندي ممن يحسنون الكتابة والقراءة فيرقي إلى هذه الرتبة.
- صول (مساعد أول): تركي مختصر من صول قول أغاسي أي رئيس الجناح الأيسر، وهو اليوم معدود من ضباط الصف ورتبته أكبر رتبة فيه ويكون بين الباشجاويش والملازم.

### رتب الضباط
- ملازم ثان:
- ملازم أول
- يوزباشي (نقيب): مركب من يوز بمعني مائة في التركية، وباش بمعني رأس، والمراد رأس المائة أي بلوك من الجند.
- صاغ (رائد): هو (صاغ قول أغاسي) أي رئيس الجناح الأيمن ويراد به في الجندية اليوم وكيل البكباشي..
- بكباشي (مقدم): مركب من بيك بمعني ألف ونقرأ الكاف نوناً، ومن باش بمعني رأس وهو رئيس ألف.
- قائم مقام (عقيد): أي قائم مقام الأمير في رئاسة الألاي، وكان يطلق على وكيل أمير الألاي ثم صار الآن يعين لقيادة الأورطة.
- أمير آلاي (عميد): مركب من مير مختصر أمير ومن آلاي بمعني الفيلق، فيقال فيه: أمير فيلق.
- لواء: هكذا يطلق اليوم وأصله عندهم أمير لواء.
- فريق: وهو رئيس الفرقة المركبة في الأولوية ويظهر لنا أصله أمير فريق، ثم اقتصروا على جزئه الثاني كما فعلوا مع أمير اللواء.
- مشير: وهو أكبر الرتب العسكرية بمنزلة الوزارة في الملكية، وكان المشير في مصر لقباً لصاحب منصب لا تعلق به في الجندية بل كان عمله مقتصراً على التكلم عن السلطان في مجلس الاستشارة.
- السردار: لفظ فارسي يراد به كبير العساكر وقائدهم وهو في مصر كذلك، وليس برتبة لقب المتولي المعروف يكون بعد ناظر الحربية وبيده كل ما يتعلق بالجند من ترتيب ونظام وعرض ونحوها، وكان يسمي في مصر بنقيب الجيش، إلا أنه أصغر شأناً فيما يدل عليه السردار الآن.
- قشلاق لفظ تركي ويراد به مكان إقامة العسكريين، وهو في العربية الثكنة. (قره قول) وهو تركي مركب من قره أي البر وقول بمعني الفرقة، والمراد به حرس البر ثم أطلق على المكان الذي يقيم فيه هذا الحرس من الشرطة ويودع المجرمون فيه عند القبض عليهم، والقرة قول حُرف في العامية إلى كراكون. (دونانمه) اصلها في التركية طونانمه ويراد بها الأسطول. (مناورة) اشتقت من الفرنسية ومعناها تمرين الجند وتدريبهم على الحركات وحمل السلاح واستعماله. (نشان) فارسي الأصل والمراد به علامة توضع يتعلم عليها الجند الرمي وصوابه ناشنكاه ويراد به الهدف

### قائد عظيم
قائد عظيم هو وصف عسكري يطلق على القائد العسكري الذي يكون مسئولا عن معسكر للقوات المسلحة، وهو وصف كان يطلق في زمن الفرق العسكرية العثمانية والمملوكية، وقد بقي الاسم فقط ولم يعد ضمن الرتب العسكرية، ولا زال يستخدم في مصر للإشارة إلى الضابط الكبير أو أكبر رتبة عسكرية في معسكر للقوات المسلحة، أو قوات الأمن.
فهذا الوصف هو وصف عرفي يكثر استخدامه في مصر لمن يحمل هذه المقومات من ضباط القوات المسلحة.